# Château de Lassus
Le château de Lassus est un édifice situé sur les bords de l'Ourthe, à Lassus à environ 1,5 km en amont de Hamoir. Ce château fut longtemps le lieu de résidence des mayeurs héréditaires du village.

## Histoire

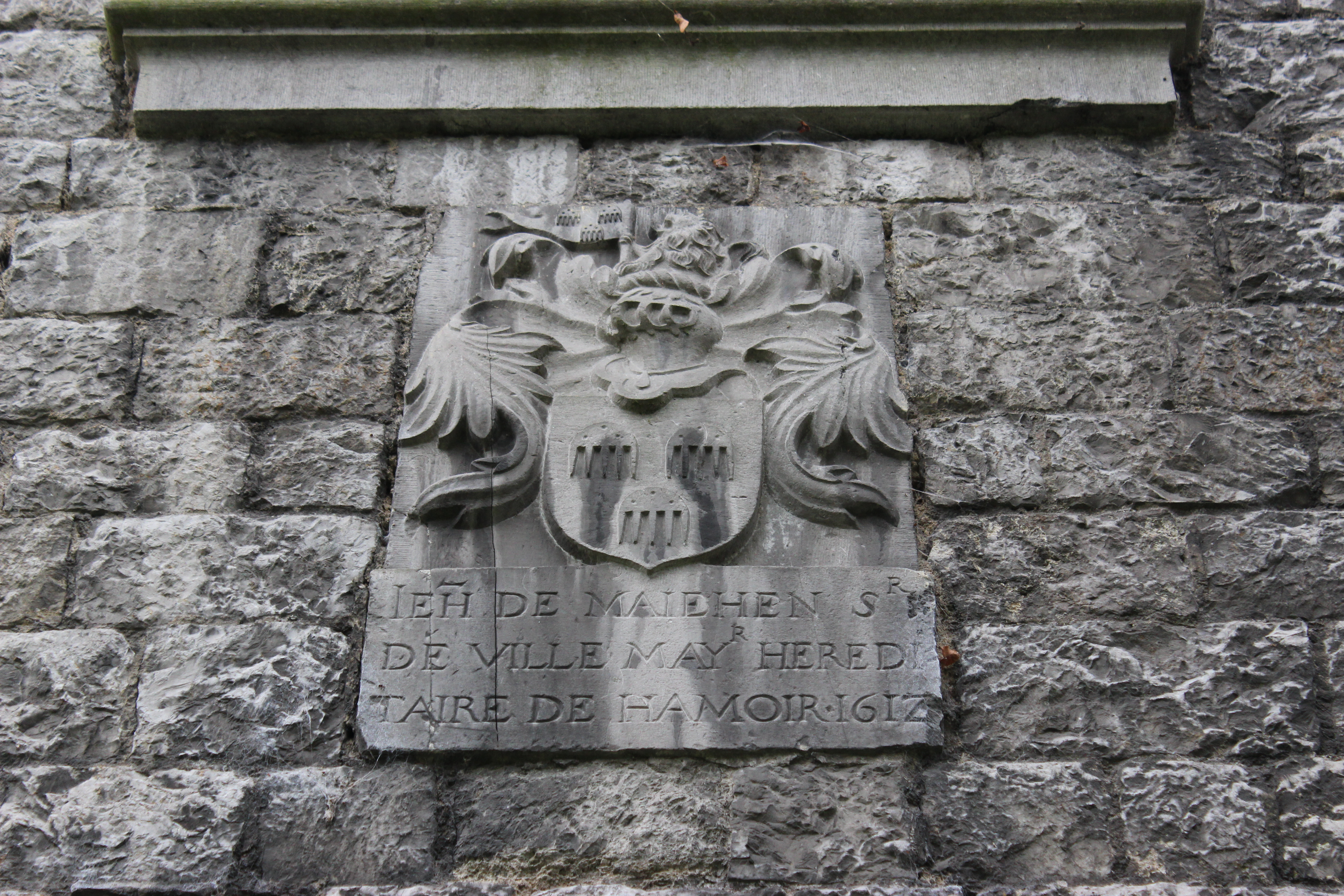
Blason des Maillen sur une pierre du chateau, 1612

La plus ancienne partie du château est un donjon avec une petite tour attenante, bâti au début du XIVe siècle. Aujourd'hui couvert d'un toit, ce donjon était autrefois crénelé. Le chateau sera ensuite longtemps la propriété de la famille de Maillen, mayeurs héréditaires de Hamoir. En 1633, ceux-ci font édifier une petite chapelle castrale à une centaine de mètres du château ; on y remarque des pierres tombales des familles de Donnea et de Maillen. Au cours du XVIIIe siècle, le bâtiment est remanié totalement en style Louis XIV, remaniement dont la partie la plus visible aujourd'hui est l'élégant fronton en bord d'Ourthe. Les propriétaires suivants seront la famille de Donnea, notamment François-Gaspar de Donnea, qui était à la fin du XVIIIe siècle capitaine héréditaire de Xhignesse et Hamoir. Cette famille a ensuite modifié son patronyme : de Donnea de Hamoir. En 1897, le château passe aux mains d'un riche banquier Liégeois, Georges Chaudoir, qui entreprend de très importants remaniements, en ajoutant une grosse tour et en doublant quasiment le volume de bâtiments. Des importantes dépendances d’origine et de la précédente réfection, il ne reste que d’anciennes étables et écuries qui ferment à demi une cour. Seuls la façade côté Ourthe et le donjon ancien furent le moins retouchés.